# Ламинат
Ламинат (лат. Lamina, слој) је дуропластични материјал који се користи за облагање подова у завршним фазама унутрашњих грађевинских радова. Пројектован тако да се дијелови могу уклопити у једну цјелину.

## Облици и особине
Слојеви ламината су дебљине од 0,5 до 1,2 mm, а ламинат је могуће произвести у различитим дебљинама од 2 до 20 mm.

## Производња
Плоча ламината се добија пресовањем и лијепљењем најмање два слоја истих или различитих материјала. Комбиновањем се особине материјала допуњавају и међусобно побољшавају.